# Juodkrantė

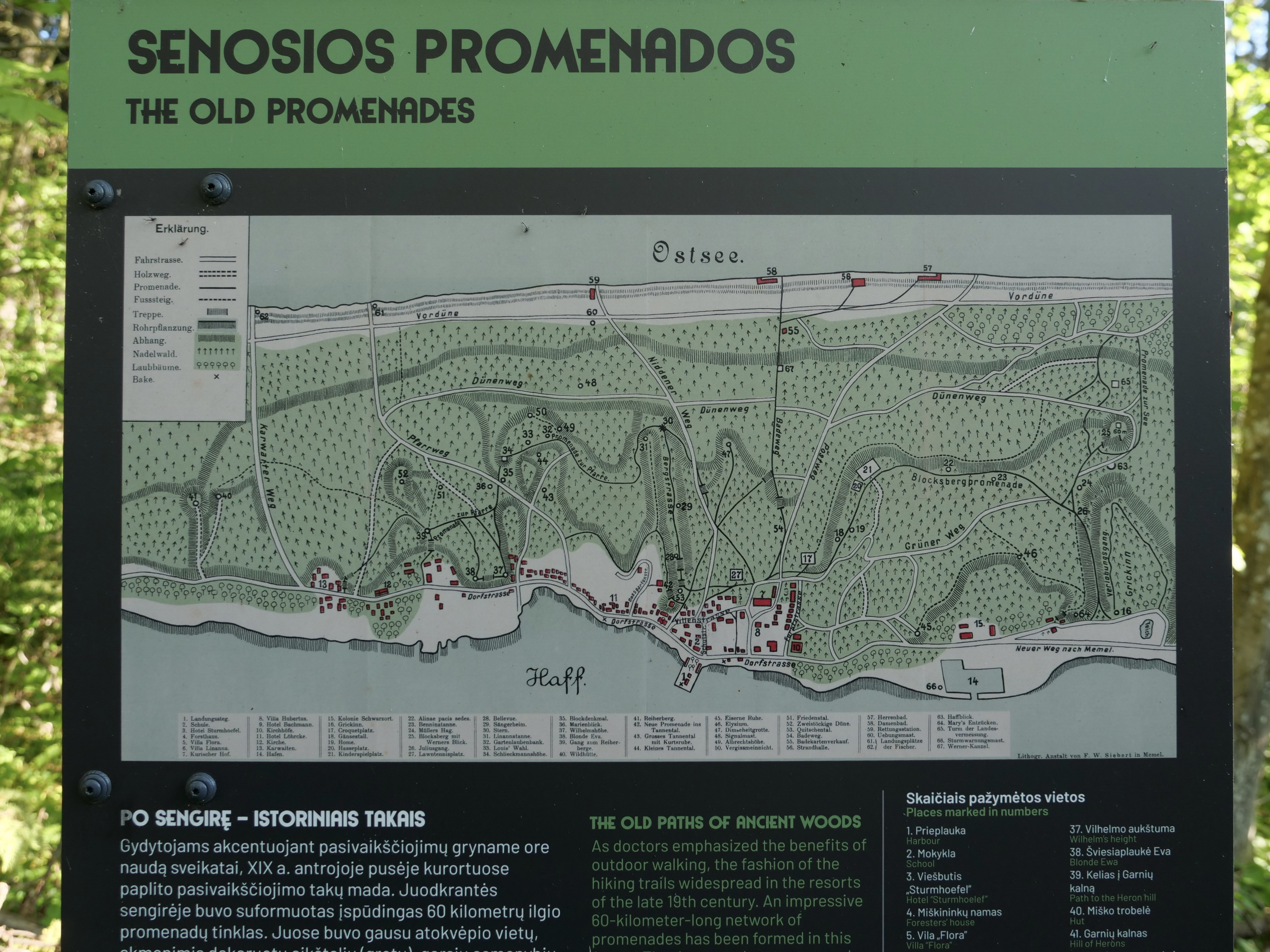
Infotafel mit deutschsprachiger Umgebungskarte (Juodkrantė 2023)

Juodkrantė (Nehrungskurisch: Šatnūrta oder Šatnūrte, deutsch schwarze Küste, bis 1945: Schwarzort) ist mit rund 720 Einwohnern die zweitgrößte Siedlung auf der Kurischen Nehrung in Litauen. Es liegt ungefähr in der Mitte der litauischen Seite der Nehrung an der Regionalstraße KK 167 Klaipėda (Memel) – Selenogradsk (Cranz) und bildet zusammen mit dem benachbarten Einzelhof Alksnynė den Amtsbezirk Juodkrantės seniūnija der Gemeinde Neringa.

## Geschichte
Im Jahr 1429 erstmals namentlich erwähnt, gehörte der Ort bis 1740 zum Hauptamt Memel im Kreis Samland. Fast alle Bewohner waren zu dem Zeitpunkt Nehrungskuren. Die damaligen Hauptämter hatten etwa den Zuschnitt späterer (Land-)Kreise, die Kreise den späterer Regierungsbezirke.
Von 1740 bis 1795 war Schwarzort im Kirchspiel Karwaiten eingepfarrt. 1795 wurde die Kirche nach Schwarzort verlegt. Nach der Einteilung Preußens in Landkreise 1818 gehörte das Kirchspiel Schwarzort zum Amt Prökuls im Kreis Memel im Regierungsbezirk Königsberg. Die erste Schule der Nehrung wurde hier 1743 gebaut.
Noch in der Volkszählung im März 1897 sprachen in Schwarzort 200 der damals 400 Einwohner Nehrungskurisch, 180 von ihnen nicht nur als Fischersprache, sondern auch als Alltagssprache. Schon seit Mitte des 19. Jahrhunderts war Schwarzort wie auch Nidden als Badeorte das Ziel von Urlaubern und teilweise als Kurort bekannt; seit 1858 fuhren hierhin die Dampfschiffe aus Memel und später auch aus Tilsit. Unter anderem hatten viele bekannte Schriftsteller ihre Sommerhäuser auf der Kurischen Nehrung. So gab es dort auch eine Synagoge.
Der Berliner Landschaftsmaler Gustav Fenkohl (1872–1950) lebte in seinen Jugendjahren in Schwarzort.

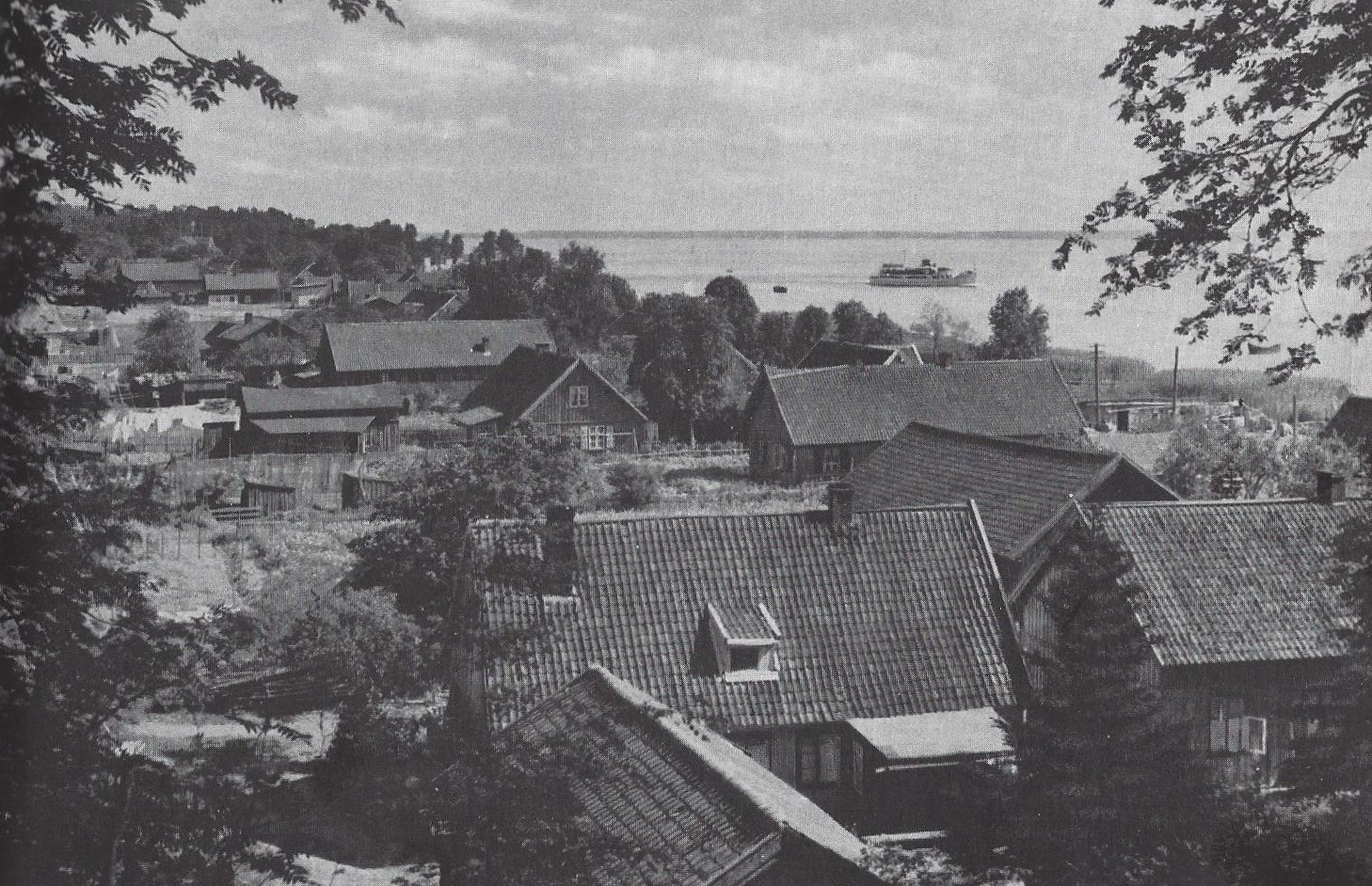
Fischerdorf Schwarzort um 1920

 Bis zum Ende des Ersten Weltkriegs gehörte Schwarzort als Teil Preußens zu Deutschland. 1920 kam der nördliche Teil der Kurischen Nehrung zusammen mit dem nördlich der Memel gelegenen Teil Ostpreußens als Memelgebiet unter Völkerbundverwaltung und wurde kurz darauf von litauischen Freischärlern erobert. Obwohl mehr als ein Drittel der Bevölkerung litauischer Muttersprache war, stimmten bei Wahlen die allermeisten für deutsche Parteien. Nach jahrelangem Ausnahmezustand gab Litauen auf Druck der nationalsozialistischen Regierung im März 1939 das Memelland an das Deutsche Reich zurück. 1945 wurde es von der Sowjetunion erobert und der Litauischen Sowjetrepublik zugeschlagen. 1961 wurde aus den Dörfern der litauischen Nehrungsseite die Gemeinde Neringa gebildet.
Nach der Unabhängigkeit Litauens 1991 und dem EU-Beitritt 2004 hat sich Juodkrantė verstärkt dem Tourismus aus nord- und westeuropäischen Ländern geöffnet. Es wurden neue Hotelanlagen errichtet und traditionelle Holzvillen für die Unterbringung von Gästen genutzt.

## Bernsteinfunde

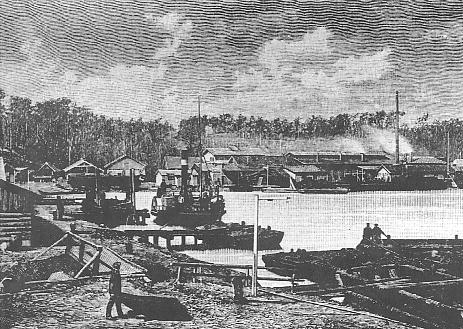
Bernsteinhafen der deutschen Firma Stantien & Becker um 1880

Um 1855, 1860 und 1861 kam es zu Bernsteinfunden bei Baggerarbeiten im Kurischen Haff. Durch die Firma Stantien & Becker wurde dann gezielt Bernstein durch Ausbaggerung gewonnen. In der Zeit von 1860 bis 1890 betrug die durchschnittliche jährliche Fördermenge 75 Tonnen. Das trug zur schnelleren Entwicklung der Gemeinde bei. Der heutige Hafen entstand im Zuge dieser Bernsteinbaggerei.
1882 wurden bei Baggerarbeiten zur Erweiterung der Fahrrinne Königsberg-Memel 434 Bernsteinartefakte gefunden, die weitgehend während des Zweiten Weltkrieges verloren gingen. Die 17 erhaltenen Objekte sind Eigentum der Stiftung Preußischer Kulturbesitz und werden in der Universität Göttingen aufbewahrt. Der Bernsteinschmuck, darunter zahlreiche Amulette, stammt aus der frühen Bronzezeit, etwa 2.200 v. Chr. Es handelt sich um die ältesten bekannten Bernsteinschnitzereien aus dem Ostseeraum.
Der Bernsteinforscher Richard Klebs hat zusammen mit der Firma Stantien & Becker und dem Archäologen Otto Tischler die Bernsteinfunde aus der Steinzeit Ostpreußens dokumentiert. Von einigen Figurinen wurden vor dem Zweiten Weltkrieg Gipskopien angefertigt, von zwei besonders herausragenden Objekten entstanden Bernsteinkopien, die von litauischen Bernsteinschnitzern hergestellt wurden.

## Sehenswürdigkeiten
In Juodkrantė gibt es unter anderem den Raganų Kalnas (deutsch Hexenberg), auf dem seit 1979 viele Holzstatuen zu den dazugehörigen litauischen Märchen aufgestellt wurden. Sehenswert sind der Skulpturenpark am Haff, die renovierte evangelische Kirche, der Friedhof mit alten und neuen Grabstellen, denkmalgeschützte Wohnhäuser und traditionelle Villen aus Holz, Kurenwimpel nach historischen Vorlagen. 

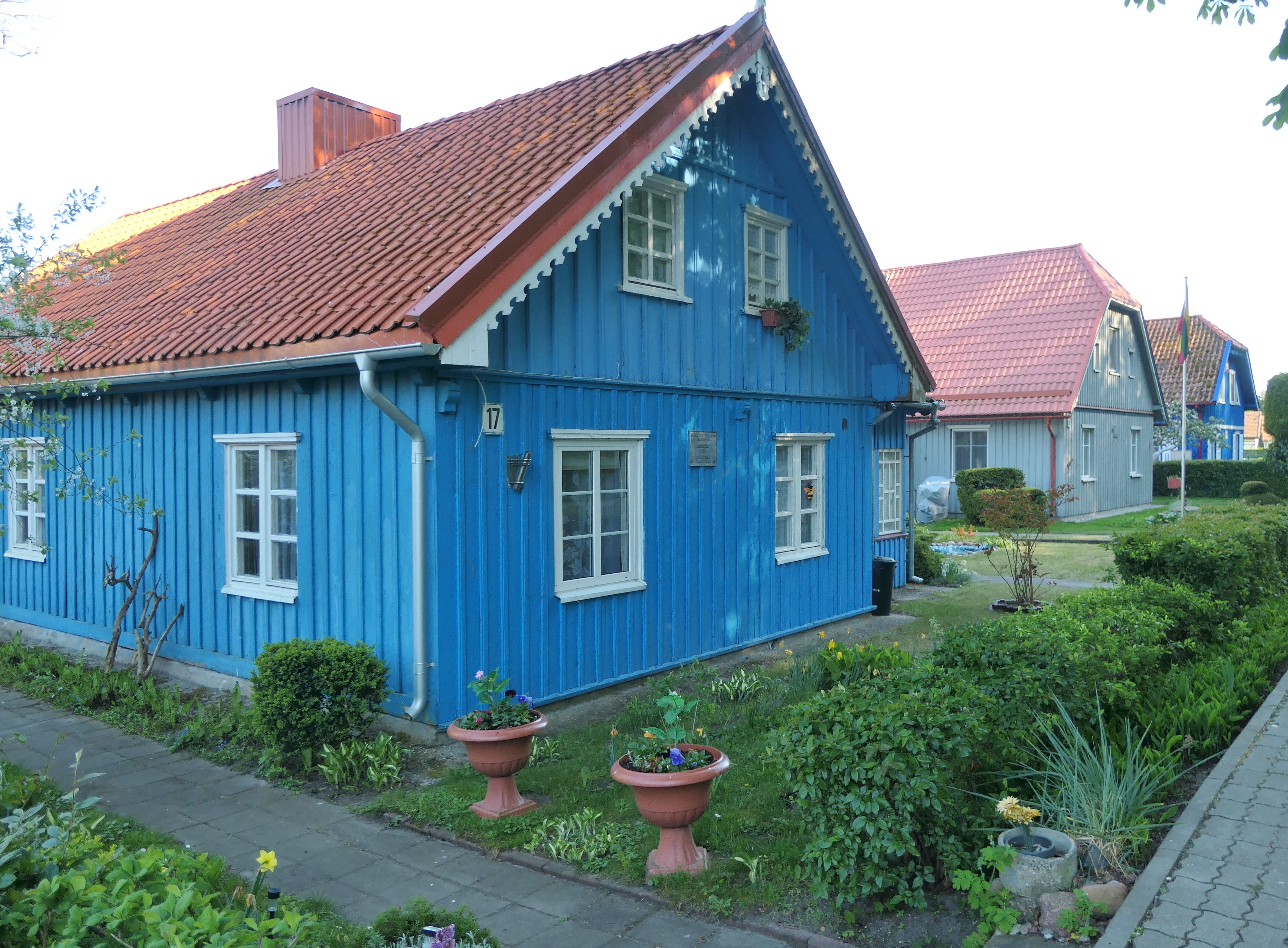
Traditionelle Häuser
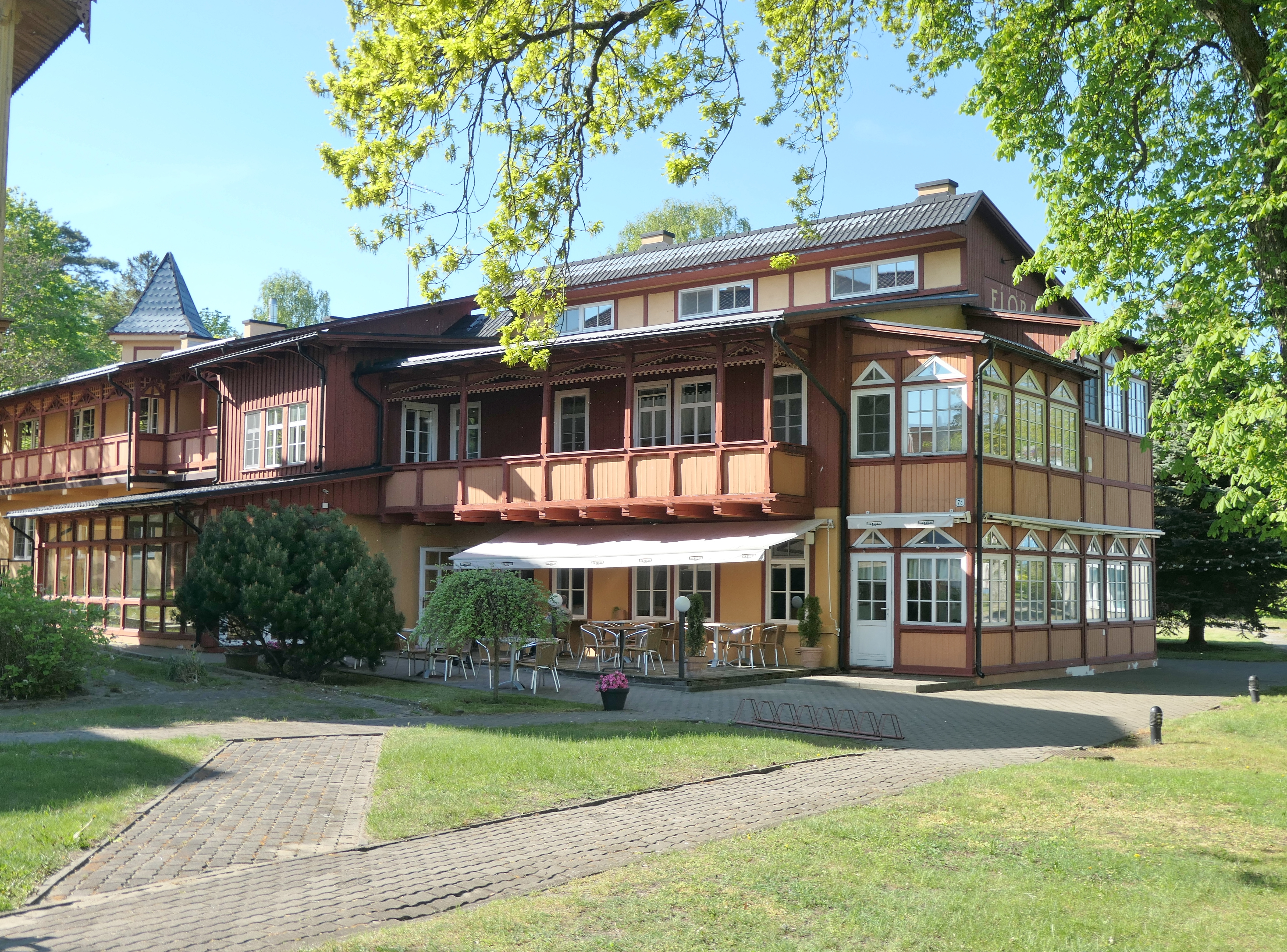
Traditionelle Villa
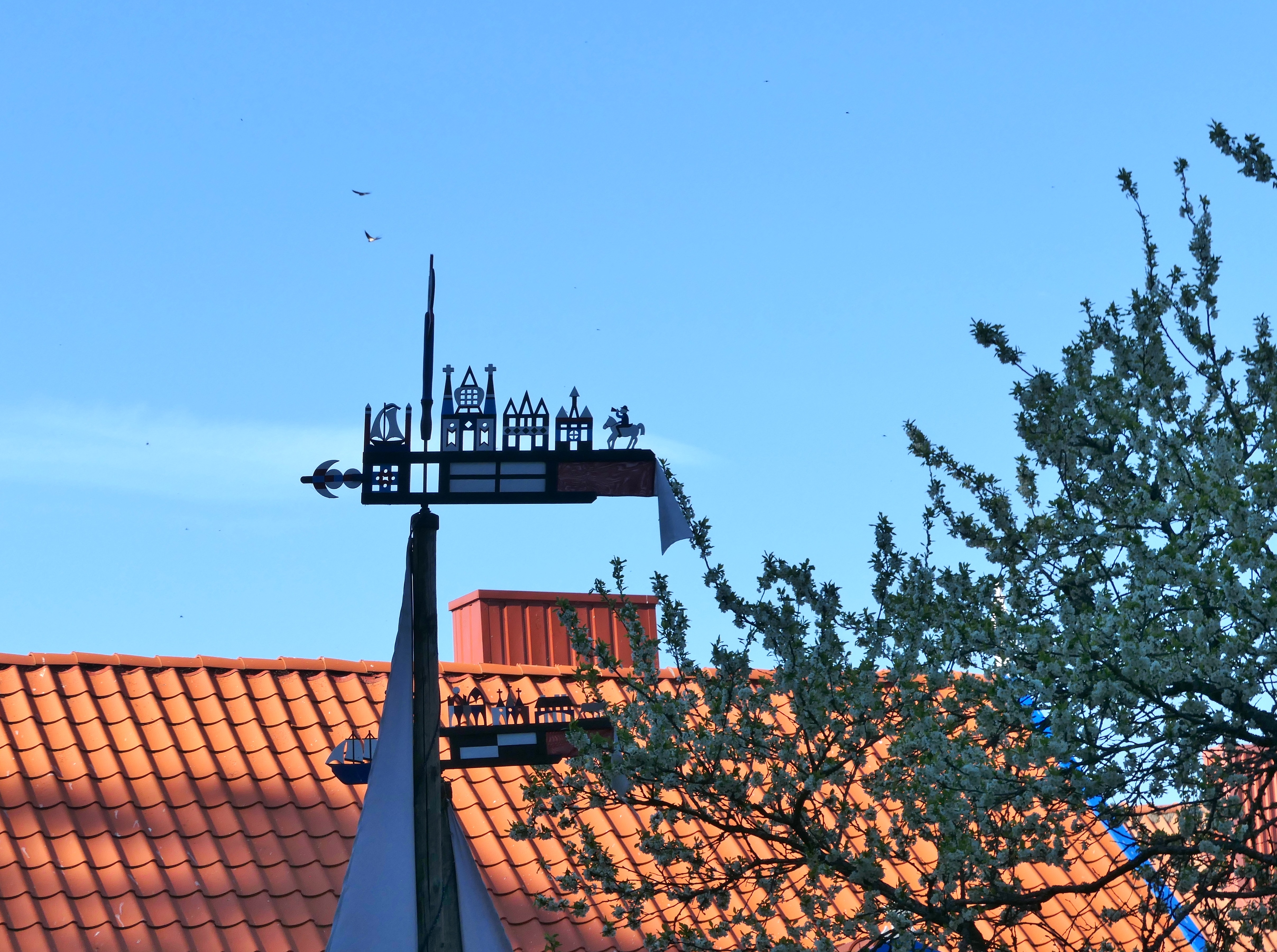
Kurenwimpel
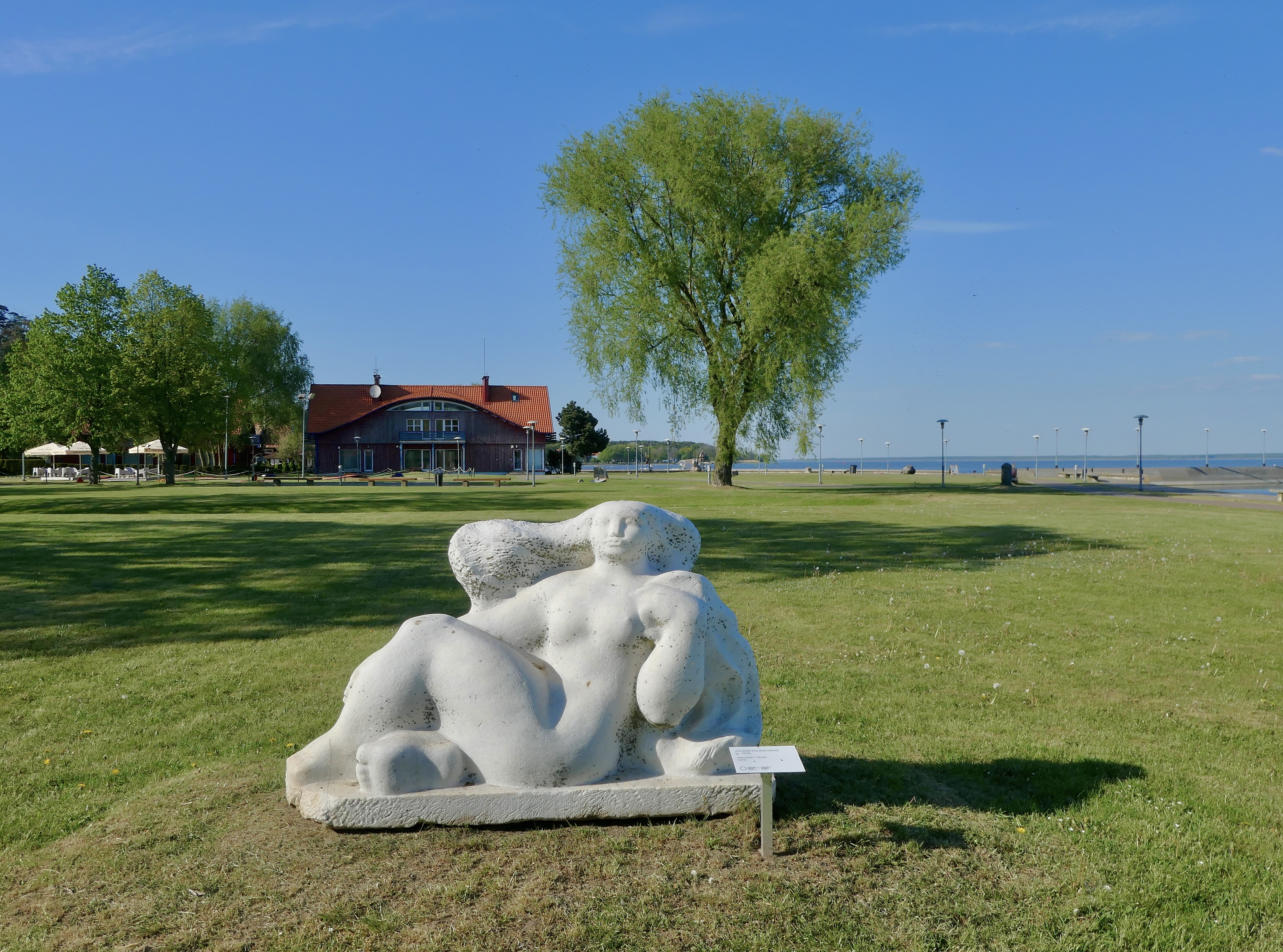
Skulpturenpark
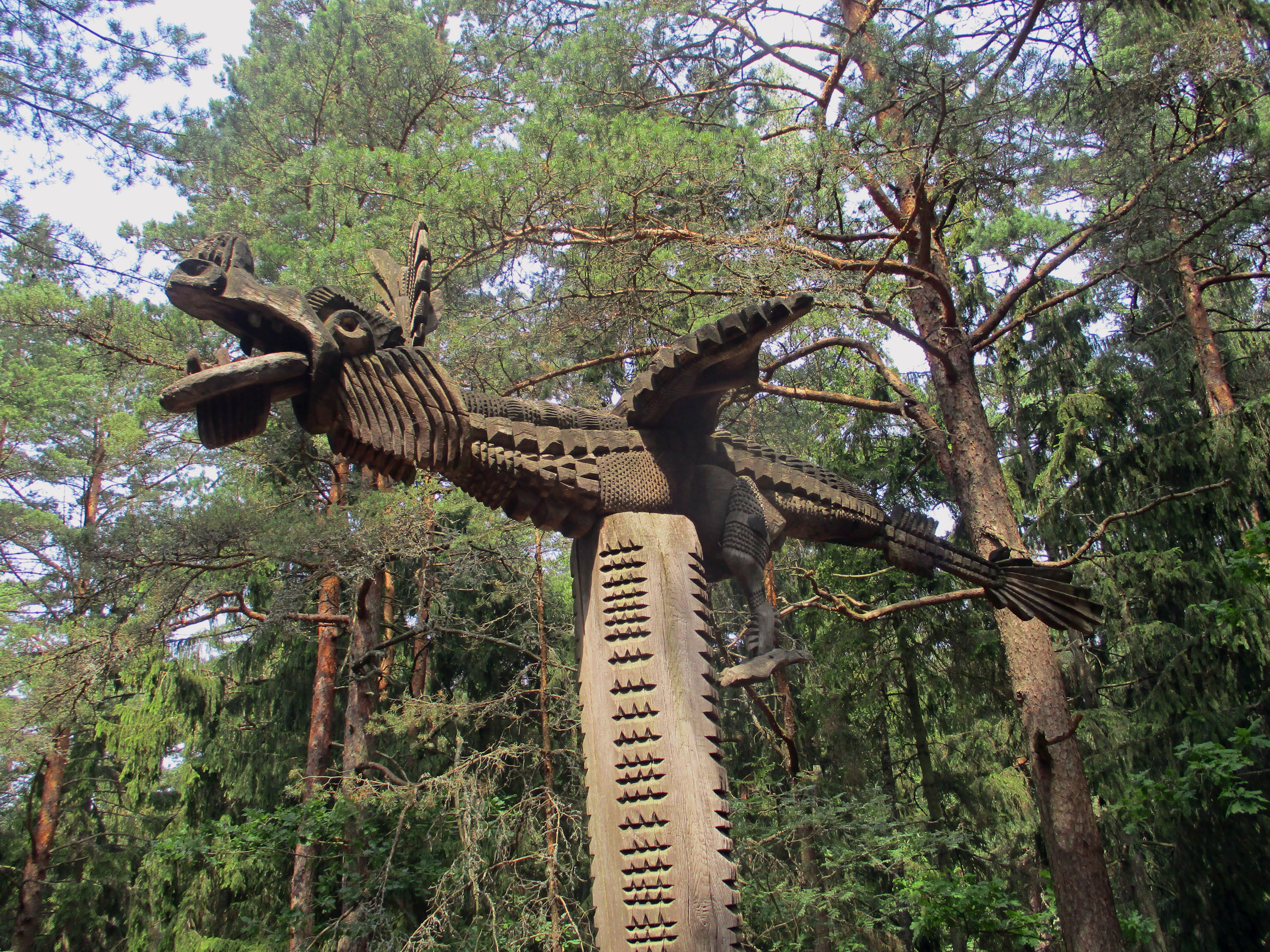
Hölzerne Märchenfigur
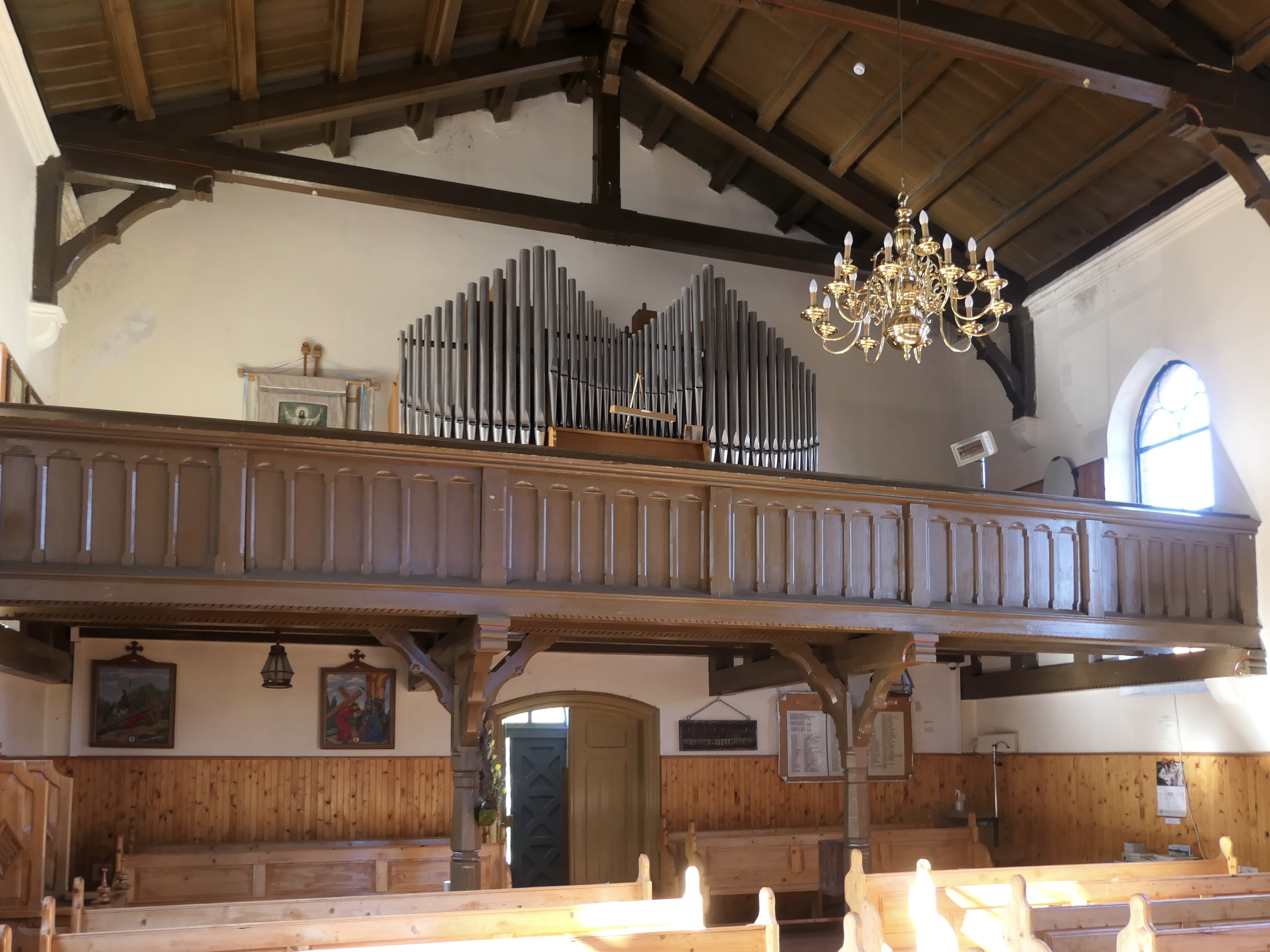
Renovierte Kirche
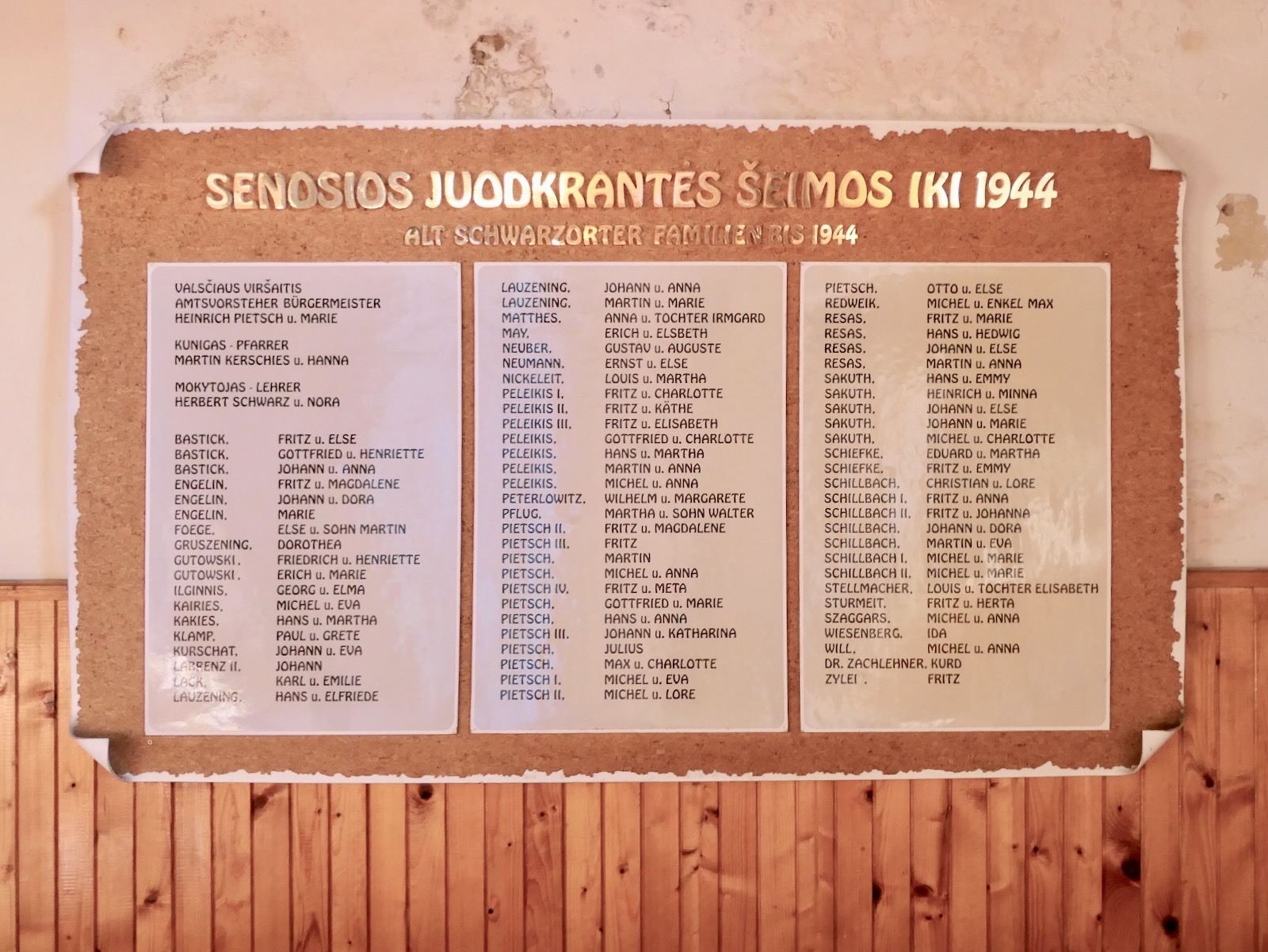
Tafel mit Familiennamen
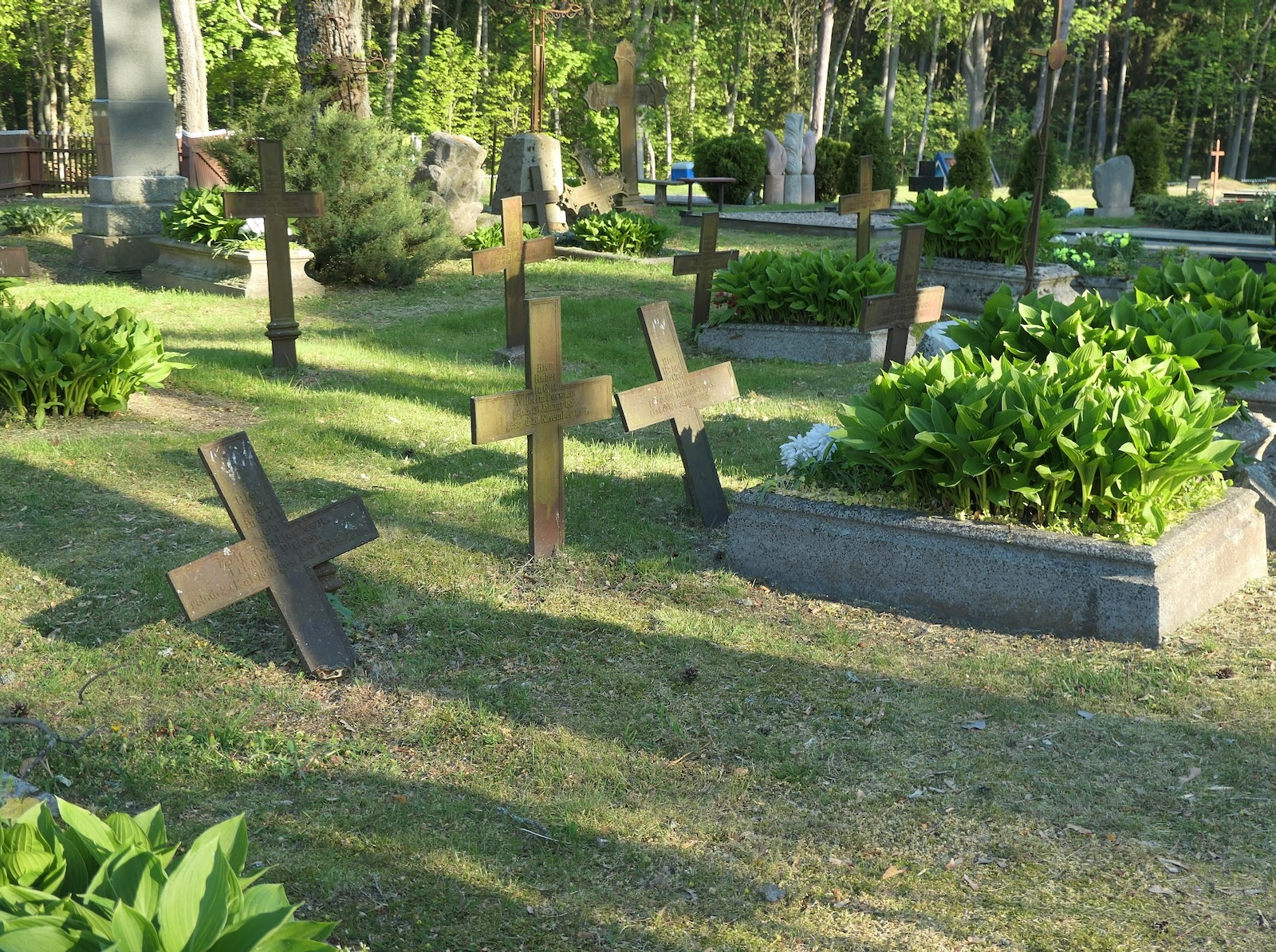
Grabstellen 2023

## Kirche

### Kirchengebäude

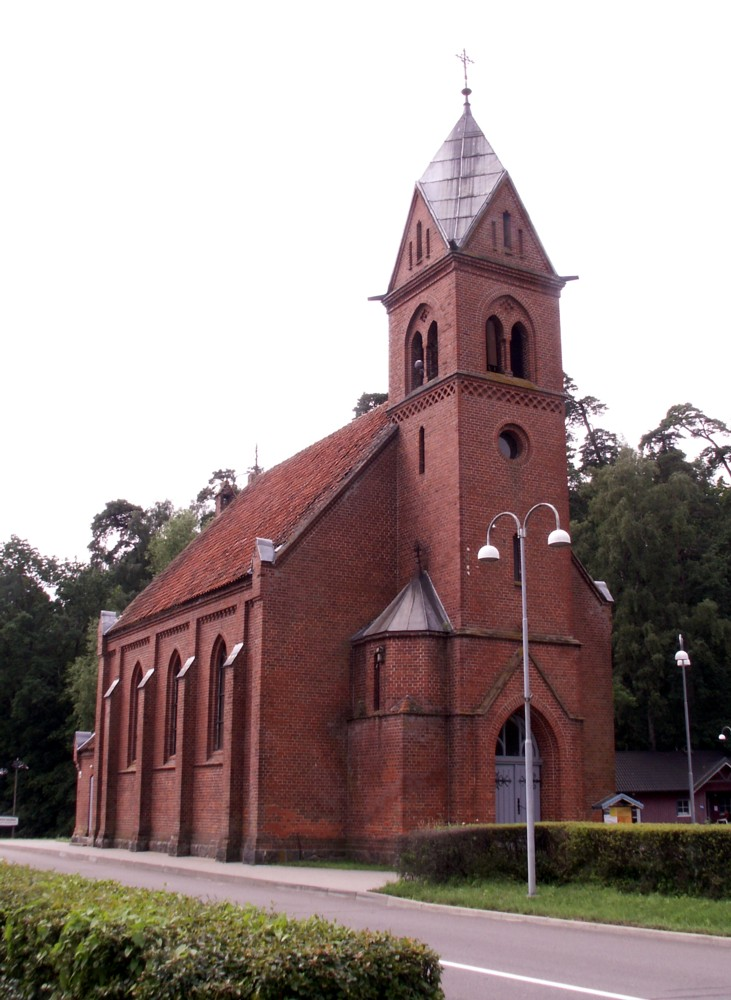
Kirche von 1885 (Aufnahme 2008)

Im Zuge der Versandung Karwaitens (heute litauisch: Karvaičiai) zogen von dort zahlreiche Dorfbewohner nach Schwarzort, um hier eine neue Bleibe zu finden. Hier begannen die Einwohner gemeinsam mit einem Kirchenbau, der 1796 fertiggestellt wurde. Es handelte sich um eine kleine Holzkirche. Im Jahre 1878 jedoch ging das Gotteshaus in Flammen auf. Man errichtete einen Neubau in neugotischem Baustil aus Backsteinen mit Chor und Westturm, der 1885 eingeweiht wurde.
Die Kirche hat die Kriegszeit überstanden. In der Zeit der Sowjetunion allerdings ging die alte Ausstattung verloren, das Gebäude wurde zweckentfremdet als Speicher benutzt. Gegen Ende der 1980er Jahre begann man das Gebäude zu restaurieren, u. a. mit Glasmalereien an den Fenstern. Die Kirche fand vorübergehend Nutzung als Miniaturmuseum, bis sie seit 1989 wieder für gottesdienstliche Zwecke hergestellt wurde.

### Kirchengemeinde
Die Einwohner Schwarzorts waren bis 1945 nahezu ausnahmslos evangelischer Konfession. Bis 1740 mit Memel (heute litauisch: Klaipėda) verbunden, gehörte das Dorf danach bis 1795 zum Kirchspiel Karwaiten, bevor dort Kirche und Dorf unter dem Dünensand begraben wurden. Seitdem bestand die Kirchengemeinde Schwarzort, die bis 1945 einen eigenen Pfarrer hatte. Das Kirchspiel war eingebettet in den Kirchenkreis Memel innerhalb der Kirchenprovinz Ostpreußen der Kirche der Altpreußischen Union. Seit 1989 trifft sich in der Kirche wieder eine Gemeinde, die nunmehr zur Evangelisch-lutherischen Kirche in Litauen gehört.

### Pfarrer (1787–1945)
In der Zeit der kirchlichen Eigenständigkeit Schwarzorts amtierten dort 22 evangelische Geistliche, wobei der letzte Pfarrer Karwaitens hier schon vorher wegen Versandung seines Pfarrhauses in Schwarzort seinen Wohnsitz nahm:
- Georg Benjamin Kuwert, 1787–1795
- Hermann Christian D. Wittich, 1796–1800
- Christoph Wilke, 1800–1812
- Gottfried Lebrecht Ostermeyer, 1812–1819
- Friedrich Ernst G. Kempfer, 1820–1823
- Georg Heinrich Rappolt, 1823–1828
- Carl Eduard Ziegler, 1828–1832
- Adolf Gustav Eduard Kuwert, 1832–1852
- Carl Eduard Copinus, 1852–1859
- Julius Otto Passarge, 1859–1864
- Rudolf Friedrich Th. Glogau, 1864–1866
- Anton Gustav Laudien, 1867–1870
- Emil August D. Hundertmark, 1870–1876
- Friedrich Otto Edwin Richter, 1877–1885
- Karl Orisch, 1886–1888
- Franz Karl Hugo Gregor, 1888–1893
- Otto Wilhelm Franz Petrenz, 1893–1894
- Louis Henrich Paul Lotto, ab 1897
- Martin Schencke, 1922–1927
- Emil Otto Bömeleit, 1927–1941
- Martin Kerschies, 1941–1945

### Kirchenbücher
Einige Kirchenbücher des Kirchspiels Schwarzort sind erhalten und werden im Evangelischen Zentralarchiv in Berlin-Kreuzberg aufbewahrt:
- Taufen: Jahrgänge 1847 bis 1875, auch Namensverzeichnis 1746 bis 1938
- Trauungen: Jahrgänge 1819 bis 1874
- Bestattungen: Jahrgänge 1820 bis 1874, auch Namensverzeichnis 1820 bis 1913

## Söhne und Töchter von Juodkrantė
- Martin Kakies (1894–1987), deutscher Lehrer und Publizist